# Новомихайловка (Амурская область)
Новомиха́йловка — село в Октябрьском районе Амурской области России. Административный центр Новомихайловского сельсовета.

## География
Село Новомихайловка стоит в 2 км от правого берега реки Завитая (левый приток Амура).
Село находится вблизи Транссиба, в восточном направлении от районного центра Октябрьского района села Екатеринославка, расстояние (через Троебратку) — 21 км.
На юго-запад от Новомихайловки (вниз по правому берегу реки Завитая) идёт дорога к сёлам Сергее-Фёдоровка и Харьковка.

## Население
| 2002 | 2010 | 2012 | 2013 | 2014 | 2015 | 2016 |
| ---- | ---- | ---- | ---- | ---- | ---- | ---- |
| 520  | ↘431 | ↘429 | ↗441 | ↘434 | ↘427 | ↗431 |
| 2017 | 2018 |      |      |      |      |      |
| ↘414 | ↗416 |      |      |      |      |      |

## Улицы
| - ул. Коммунальная, - ул. Комсомольская, - ул. Луговая, - ул. Молодёжная, | - ул. Рабочая, - ул. Садовая, - ул. Советская, - ул. Юбилейная. |

## Экономика
- Сельскохозяйственные предприятия Октябрьского района.